# Giulio Cesare Cortese
Giulio Cesare Cortese (Napoli, 1575 circa – Napoli, 22 dicembre 1622) è stato un poeta italiano, noto per le sue opere in napoletano, tra cui la Vaiasseide.

## Biografia
Non si sa quasi nulla della sua prima formazione, ma probabilmente fu compagno di studi di Giambattista Basile di cui rimase amico tutta la vita. Dopo aver conseguito a Napoli la laurea in diritto, tra il 1597 e il 1599 soggiornò a Firenze presso la corte di Ferdinando I. A Firenze operò nell'ambito dell'Accademia della Crusca e fu probabilmente annoverato fra gli accademici.
Per conto di Ferdinando si recò in Spagna come membro di una delegazione medicea per le nozze di Filippo III con Margherita d'Austria. 
Cortese non ebbe però la fiorente carriera politica e cortigiana cui gli esordi fiorentini sembravano avviarlo; rientrato in patria, ottenne solo un incarico da assessore a Trani per volontà di Fernando Ruiz de Castro (1599) e, in seguito, quello di luogotenente di Lagonegro sotto il conte di Benavente (1606). Nelle rime dette "toscane" vi è un tentativo infruttuoso di aver successo presso il conte di Lemos, massimo rappresentante della corona spagnola a Napoli. Cortese fu membro dell'Accademia degli Incauti, fondata da Orazio Comite nel 1621. Frequentò assiduamente l'Accademia dei Sileni, di cui faceva parte anche il Marino. Ebbe almeno 9 figli.

## Opere
Cortese è molto importante per la letteratura napoletana e barocca, in quanto, con Basile, pone le basi per la dignità letteraria e artistica della lingua napoletana, contrapposta così al toscano, lingua in cui comunque produce una serie di scritti per lo più encomiastici.
- La Vaiasseide (1612)
- Delli trauagliuse ammure de Ciulio, et de Perna (1614), romanzetto in prosa[3]
- Micco Passaro 'nnamorato (1619), poema eroico
- La rosa, favola
- Viaggio in Parnaso (1621), poema che immagina un viaggio nel mondo dei poeti;
- Lo cerriglio 'ncantato (1628)

Queste opere sono raccolte in:
- Opere di Giulio Cesare Cortese in lingua napoletana: in questa XV impressione purgate con somma accuratezza da infiniti errori, che la rendevano manchevoli, Napoli: Per Nouello de Bonis, ad istanza d'Adriano Scultore all'Insegna di S. Marco, 1666 (on-line).
- Opere poetiche: In appendice La tiorba a taccone de Felippo Sgruttendio de Scafato; edizione critica con note e glossario a cura di Enrico Malato, Collana "Poeti e prosatori italiani" diretta da Mario Petrucciani, n. 4, Roma: Edizioni dell'Ateneo, 1967

In quest'ultima raccolta fu erroneamente attribuita De la tiorba a taccone a Giulio Cesare Cortese. Infatti, Palmisciano (2024) ha dimostrato che Giuseppe Storace d'Afflitto è nato nel 1605 e non intorno al 1580, come supposto da Malato, e anche la paternità dei singoli componimenti del canzoniere scritto in napoletano, effettuando un'analisi comparata.

### La Vaiasseide
È un poema eroicomico in cinque canti, in ottave, in lingua napoletana, dove il metro dei poemi eroici e la tematica eroica sono abbassati al tema delle avventure sentimentali di un gruppo di vaiasse, domestiche napoletane. È uno scritto comico e trasgressivo, dove molta importanza ha la partecipazione corale dei ceti sociali bassi ai meccanismi dell'azione. L'elemento "culto" è da ricercare nel viaggio che il Cortese stesso compie in un mondo che non è il suo e che descrive con ironia e tragicità.

### Il viaggio di Parnaso
È un'opera composta in napoletano dedicata alla condizione della letteratura e del letterato, con varie allusioni autobiografiche, piene d'amarezza e pessimismo.
Il tutto è ambientato sul Parnaso dove Apollo e le sue Muse risiedono e dove il poeta può mettere in risalto i peccati della poesia, compiuti in una società degradata, dove è all'ordine del giorno un reato come il furto letterario. Il tutto comunque si risolve con un finale fiabesco e con l'amara delusione del poeta che si vede negate le proprie ambizioni.